# إيرفين دورفمان
إيرفين دورفمان (بالإنجليزية: Irvin Dorfman)‏ هو لاعب كرة مضرب أمريكي، ولد في 3 سبتمبر 1924 في بروكلين في الولايات المتحدة، وتوفي في 8 أكتوبر 2006 في رالي في الولايات المتحدة.

## وصلات خارجية
- إيرفين دورفمان على موقع رابطة محترفي التنس (الإنجليزية)
- إيرفين دورفمان على موقع أرشيف التنس.كوم (الإنجليزية)